# Bošnjane (Varvarin)
Bošnjane (em cirílico: Бошњане) é uma vila da Sérvia localizada no município de Varvarin, pertencente ao distrito de Rasina, na região de Šumadija, Temnić. A sua população era de 1702 habitantes segundo o censo de 2011.

## Demografia
| 1948 | 1953 | 1961 | 1971 | 1981 | 1991 | 2002 | 2011 |
| ---- | ---- | ---- | ---- | ---- | ---- | ---- | ---- |
| 2320 | 2413 | 2371 | 2459 | 2364 | 2161 | 1963 | 1702 |